# Tripolydora spinosa
Tripolydora spinosa är en ringmaskart som beskrevs av Woodwick 1964. Tripolydora spinosa ingår i släktet Tripolydora och familjen Spionidae. Inga underarter finns listade i Catalogue of Life.